# إدوارد إليشا فيلبس
إدوارد إليشا فيلبس (بالإنجليزية: Edward Elisha Phelps)‏ هو طبيب وعالم نبات أمريكي، ولد في 14 أبريل 1803 في بيتشام في الولايات المتحدة، وتوفي في 26 نوفمبر 1880 في وندسور في الولايات المتحدة.